# Hubert Seiz
Hubert Seiz (Arbon, 23 agosto 1960) è un ex ciclista su strada svizzero.
Professionista tra il 1982 e il 1987, vinse una tappa al Giro d'Italia e un campionato nazionale in linea.

## Palmarès
- 1980 (dilettanti)

Hegiberg-Rundfahrt
Grand Prix de Genève
- 1981 (dilettanti)

Campionati svizzeri in salita
- 1982 (Cilo-Aufina, una vittoria)

Hegiberg-Rundfahrt
- 1983 (Cilo-Aufina, una vittoria)

7ª tappa Tour de Suisse (Bellinzona > Unterbäch)
- 1985 (Cilo-Aufina, una vittoria)

4ª tappa Giro d'Italia (Pinzolo > Selva di Val Gardena)
- 1986 (Hitachi & Supermercati Brianzoli, due vittorie)

7ª tappa Grand Prix Tell (Flims > Arth)
Giro dell'Emilia
- 1988 (Bleiker, una vittoria)

Campionati svizzeri, Prova in linea

### Altri successi
- 1979 (dilettanti)

Criterium Malters-Schwarzberg
- 1982 (Cilo-Aufina)

Tannenberg-Rundfahrt
Grabs-Voralp
- 1984 (Cilo-Aufina)

Criterium di Höngg
- 1989 (Bleiker)

Criterium di Hochdorf

## Piazzamenti

### Grandi Giri
- Giro d'Italia

1984: 59º
1985: ritirato (10ª tappa)
1987: 65º
- Tour de France

1983: ritirato (18ª tappa)

### Classiche monumento
- Milano-Sanremo

1982: 23º
1983: 27º
- Giro delle Fiandre

1983: 32º
- Liegi-Bastogne-Liegi

1982: 11º
1983: 12º
1985: 62º
1986: 9º
- Giro di Lombardia

1982: 8º
1983: 12º
1985: 27º
1987: 16º

### Competizioni mondiali
- Mondiali su strada

Barcellona 1984 - In linea: 4º
- Giochi olimpici

Mosca 1980 - In linea: 35º